# Chapman-Nunatak
Der Chapman-Nunatak ist ein Nunatak im ostantarktischen Mac-Robertson-Land. In den Prince Charles Mountains ragt er 3 km östlich des Mount Hicks auf.
Kartiert wurde er anhand von Luftaufnahmen der Australian National Antarctic Research Expeditions aus dem Jahr 1960. Das Antarctic Names Committee of Australia benannte ihn nach Peter Richard
Chapman, Meteorologe auf der Wilkes-Station im Jahr 1963.